# Halichoeres chrysus

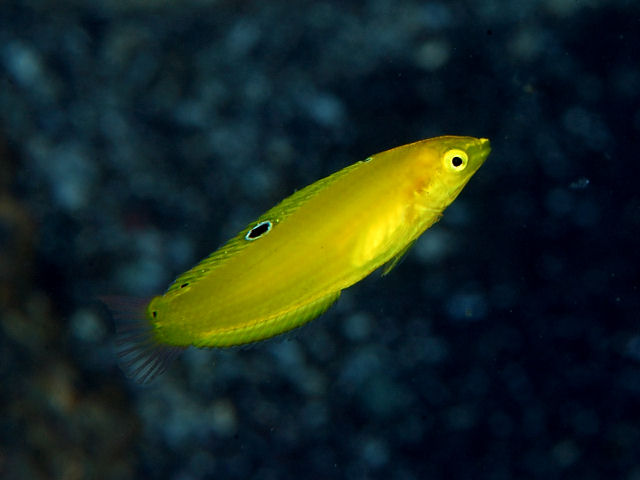
Halichoeres chrysus

Halichoeres chrysus Randall, 1981 è un pesce di acqua salata appartenente alla famiglia Labridae.

## Distribuzione e habitat
Proviene dalle barriere coralline dell'oceano Pacifico e dell'est dell'oceano Indiano, in particolare da Isole Ryukyu, Mar Cinese Meridionale, Tonga, Filippine, Isola del Natale, Giappone, Indonesia e Australia. Nuota fino a 30 m di profondità.

## Descrizione
Il corpo è allungato, leggermente compresso lateralmente e con la testa dal profilo appuntito. La lunghezza massima registrata è di 12 cm.
La colorazione non varia particolarmente nel corso della vita del pesce, ma rimane sempre gialla sul corpo, con leggere striature verdastre sulla testa. I maschi si distinguono dalle femmine e dagli esemplari giovanili per il minor numero di macchie nere sulla pinna dorsale, infatti ne hanno una sola alla base. Femmine e giovani ne hanno tre, con il bordo azzurro o giallo pallido. La pinna caudale è trasparente, le pinne pelviche sono corte, la pinna anale e la pinna dorsale sono basse e lunghe. Può presentare una macchia nera sulla testa; la colorazione dei maschi adulti ha spesso sfumature e striature di altri colori, di solito verde e rosso o arancione.

## Biologia
Sconosciuta ma probabilmente simile a quella delle altre specie del genere Halichoeres.

## Conservazione
Questa specie viene classificata come "a rischio minimo" (LC) dalla lista rossa IUCN perché è comune e ha un areale ampio. 
Viene, non con particolare frequenza, catturato per essere allevata in acquario.